# Mariano Zapico
Mariano Zapico Menéndez-Valdés (Pola de Laviana, 27 de octubre de 1890-El Puerto de Santa María, 6 de agosto de 1936) fue un militar español. Militar de carrera, llegaría a ser comandante del arma de artillería y gobernador civil de Cádiz durante la Segunda República. Fue ejecutado por los sublevados en la guerra civil española.

## Biografía

### Carrera militar
Asturiano, hijo de un oficial de infantería, ingresó en 1905 en la Academia de Artillería de Segovia donde se graduó como teniente en 1912 y fue destinado a Melilla para pasar durante dos años por los diferentes frentes de batalla de la guerra de Marruecos (Larache, Alcazarquivir y Zeluán, entre otros). Por sus acciones de combate fue galardonado con dos cruces militares de primera clase con distintivo rojo. En 1914 pasó al Sexto Regimiento Montado de Artillería con sede en Valladolid, destino en el que permaneció tres años hasta que solicitó la excedencia como supernumerario. Como capitán, se reincorporó al ejército en 1921. Permaneció dos años en la comandacia artillera de Menorca, en Valladolid y en Astorga hasta 1930. Durante estos años fue en dos períodos, profesor y administrador del colegio de huérfanos de Santa Bárbara en Carabanchel.
Ascendió a comandante en 1930 y con la proclamación de la Segunda República, fue nombrado jefe del Grupo de Artillería Antiaérea n.º 1 de Madrid, destino que mantuvo hasta marzo de 1936, cuando a raíz de la quema de tres iglesias en Cádiz, el recién formado gobierno del Frente Popular aceptó la dimisión del gobernador José Montañés Sereno, nombrando para el cargo a Zapico.

### Guerra civil y muerte
Cuando se produjo el golpe de Estado del 18 de julio de 1936 que dio origen a la Guerra Civil, se sublevaron en Cádiz los regimientos de artillería costera e infantería al mando de los generales José López-Pinto y José Enrique Varela. Zapico se hizo fuerte en la sede del gobierno civil junto al presidente de la Diputación, Francisco Cossi, un grupo de medio centenar de militares leales a la República comandados por el capitán Antonio Yánez-Barnuevo y centenares de voluntarios dispuestos a defender la sede del gobierno y de la diputación. A las 16:00 horas, los sublevados declararon el estado de guerra y una hora más tarde iniciaron el bombardeo de la sede del gobierno civil. 
Tras un breve tregua que permitió salir a algunos civiles, se reanudaron los ataques. Los relatos de un soldado que sobrevivió señalan el fuerte carácter de Zapico, su enérgica defensa de la legalidad y el trato respetusoso que dio y exigió para con los militares, sublevados o no. Después de negarse a rendir la posición frente a "ningún poder faccioso", al día siguiente, el 19 de julio, la llegada de fuerzas de Regulares procedentes de Ceuta hizo imposible la resistencia. Detenido, se le incoó expediente para un consejo de guerra por rebelión el 22 de julio, junto con su secretario particular, Antonio Mascalio, el presidente de la diputación Francisco Cossi, el oficial de telégrafos Luis Parrilla Asensio, el capitán Yáñez-Barnuevo, el teniente coronel de carabineros Leoncio Jaso y el capitán de fragata Tomás de Azcárate García de Lomas. En su declaración el 28 de julio señaló que, "hubiera merecido el desprecio de las personas de honor" de cometer el delito de rebelión que se le imputaba. El 2 de agosto fue condenado a muerte, siendo ejecutado el día 6 junto a Jaso, Yáñez-Barnuevo y Parrilla.